# Hoàn Vương
Hoàn Vương (tiếng Hán: 環王國; Phạn ngữ: पाण्डुरङ्ग / Pāṇḍuraṅga; tiếng Chăm cổ: Panduranga / Paṅrauṅ) là tên ghi trong lịch sử Trung Hoa gọi vương quốc của người Chăm trong thời kỳ từ 757 đến 859, định đô tại Virapura (Hùng Tráng thành), sau là thôn Palai Bachong, xã Hòa Trinh, huyện An Phước, tỉnh Ninh Thuận, nay là xã Phước Nam, huyện Thuận Nam, tỉnh Ninh Thuận. Vương quốc này được thành lập năm 757, là hệ quả của sự phân rã quốc gia Lâm Ấp. Địa phận của Hoàn Vương có lúc giới hạn trong khu vực tỉnh Ninh Thuận ngày nay. Hoàn Vương độc lập cho đến năm 859 thì thống nhất với 4 tiểu quốc khác để thành hình quốc gia Champa, tuy nhiên tính tự trị vẫn được nguyên vẹn. Nước này được xem là tiền thân của Panduranga, thành lập năm 1471, với một số biến đổi về cương vực và dân số.

## Các triều đại

### Prithi Indravarman
Hoàn Vương quốc ra đời sau một cuộc thay đổi quyền lực ở Lâm Ấp, vương quốc vốn tồn tại tại vùng này trước đó.
Năm 757, một tiểu vương ở phía nam Lâm Ấp nổi lên hạ bệ Bhadravarman II (một nhà vua trẻ của Lâm Ấp) vừa lên ngôi. Tiểu vương này tự xưng là Prithi Indravarman và chấm dứt dòng triều Gangaraja ở phía bắc.
Theo bia ký đọc được, Prithi Indravarman là người đã thống nhất lãnh thổ Chăm Pa một cách chính danh nhất, vì được triều thần công nhận là "người thống lãnh toàn bộ đất nước như Indra, thần của các vị thần". Tuy đất nước đã được thống nhất, lãnh thổ này vẫn chưa có tên. Khi sang Trung Hoa triều cống, không biết sứ thần của Prithi Indravarman đã giải thích như thế nào mà sử liệu cổ Trung Hoa đặt tên lãnh thổ mới của người Chăm trong thời kỳ này là Hoàn Vương quốc (tức vương quyền trở về quê cũ). Việc làm đầu tiên của Prithi Indravarman là dời kinh đô Sinhapura (thành phố sư tử tức Trà Kiệu, Quảng Nam ngày nay) về Virapura.
Dưới thời Prithi Indravarman, văn minh và văn hóa Ấn Độ từ phía nam đưa lên lấn át toàn bộ sinh hoạt của người Chăm phía bắc; tiếng Phạn được phổ biến rộng rãi trong giới vương quyền và các nơi thờ phụng; đạo Bà la môn được đông đảo người theo; đạo Phật nguyên thủy Thượng tọa bộ (Theravada) phát triển mạnh trong dân gian; đền đài, dinh thự và chùa tháp được xây dựng lên khắp nơi, nhiều nhất là tại Khu Lật (Huế), Amavarati (Mỹ Sơn), Sinhapura (Trà Kiệu)... để tạ ơn thần linh. Tuy vậy nguyên tắc tự trị của các tiểu vương quốc phía bắc vẫn được tôn trọng, vì trong các di tích khảo cổ trên lãnh thổ phía bắc không thấy di ảnh (hay hình tượng) của nữ thần Bhagavati, vị thần bảo hộ của Panduranga. Vị nữ thần này được Prithi Indravarman chọn làm "Bà Mẹ xứ sở" để dân chúng thờ phụng.
Ngôi tháp bằng gỗ trước kia thờ nữ vương Jagadharma (646-653) được Prithi Indravarman cho xây dựng lại bằng vật liệu cứng tại Aya Tră (Nha Trang), trên một ngọn đồi cao cạnh cửa sông Cái (Xóm Bóng), để thờ tượng nữ thần Bhagavati (bằng vàng). Tháp này về sau được biết dưới tên Po Nagar, hay Tháp Bà.
Prithi Indravarman là một quân vương tài giỏi, đất nước thái bình và rất phồn vinh. Sự giàu có của Hoàn Vương quốc hấp dẫn các vương quốc lân bang, đặc biệt là Srivijaya (Palembang), Malayu (Malaysia), Javadvipa (Java), Nagara Phatom (Thái Lan), Sriksetra (Miến Điện) và Angkor (Chân Lạp); họ đến để trao đổi hoặc chờ dịp cướp phá.
Năm 774, quân Nam Đảo (người Java và Mã Lai) từ ngoài khơi đổ bộ vào Kauthara và Panduranga, chiếm Virapura. Vua Prithi Indravarman đã chống trả lại mãnh liệt nhưng bị chết trong đám loạn quân (sau này được dân chúng tôn thờ dưới pháp danh Rudraloka). Một bia ký đọc được ở tháp Po Nagar ghi "những người đen đủi và gầy yếu từ miền xa đến, ăn những thức ăn khủng khiếp hơn xác chết, lại có tính hung ác. Bọn người này đi mành đến lấy cắp tượng linga của thần Sri Sambhu, đốt phá đền thờ [Po Nagar]". Sau cuộc tấn công này quân Nam Đảo cướp đi rất nhiều báu vật, trong đó có tượng nữ thần Bhagavati bằng vàng.

### Satyavarman
Ngay khi Prithi Indravarman vừa tử trận, một người cháu gọi ông bằng cậu tên là Cri Satyavarman được hoàng tộc tôn lên thay thế. Nhưng vừa lên ngôi, Satyavarman đã cùng hoàng tộc chạy lên miền bắc (Bình Định) lánh nạn. Tại đây, vua được cộng đồng người Chăm và người Thượng địa phương (Ba Na, Hrê) giúp thành lập một đạo quân hùng mạnh tiến xuống Kauthara tấn công quân Nam Đảo. Trước uy lực của Satyavarman, quân Nam Đảo lên thuyền bỏ chạy ra khơi, tân vương dẫn hoàng gia về lại Virapura. Tại đây, nhà vua xây thêm một cung điện mới trong thành Krong Laa và không ngờ đã sáng chế ra một phong tục mới mà các đời vua sau bắt chước theo, đó là tục trồng cây Kraik, biểu tượng của hoàng gia, trước cung điện. Đền Po Nagar, bị quân Nam Đảo phá hủy, được Satyavarman cho dựng lại bằng gạch, năm 784 thì hoàn thành và tồn tại cho tới ngày nay. Năm 786, Satyavarman mất (được dân chúng thờ phụng dưới pháp danh Isvaraloka), em trai út của ông được hoàng tộc đưa lên ngôi, hiệu Indravarman I(còn gọi là Nhân Đà La Bạt Ma) (786-801).

### Indravarman I
Hay tin Satyavarman chết, năm 787, quân Java từ ngoài khơi lại tràn vào Virapura cướp phá, sát hại rất nhiều binh sĩ và dân chúng, phá tháp Hòa Lai thờ thần Bhadradhipatisvara tại phía Tây thành Virapura (gần Phan Rang ngày nay). Quân Nam Đảo chia ra làm hai nhóm, một nhóm bắt theo nhiều phụ nữ cùng báu vật chở về nước, một nhóm khác chiếm giữ Panduranga. Đến năm 799, Indravarman I mới đuổi được quân Nam Đảo ra khơi để kiến thiết lại xứ sở. Tại Virapura, nhà vua xây lại tháp Hòa Lai bằng ba tháp mới, gọi là Kalan Ba Tháp, thờ các thần Indrabhadresvara, Sankara và Narayana. Indravarman I dẹp yên được giặc giã nổi lên từ khắp nơi, như tại Candra (phía Bắc), Indra (Đông Bắc), Agni (Đông), Yama (Đông Nam), quan trọng nhất là loạn Yakshas (Nam). Yakshas là những bộ lạc người Thượng cư ngụ trên lãnh thổ đế quốc Angkor chứ không phải là quân Khmer.

### Harivarman I
Đầu thế kỷ thứ 9, Indravarman I mất, em rể là hoàng thân Deva Rajadhiraja lên thay, hiệu Harivarman I (Kha Lê Bạt Ma). Trong hai năm đầu tân vương dồn mọi nỗ lực xây dựng lại đất nước và phục hồi thế lực quân sự. Để nhận thêm sự ủng hộ của quần chúng, nhà vua sai tể tướng Senapati Pangro trùng tu lại tháp Po Nagar vào năm 817 và xây thêm hai tháp mới cạnh tháp chính, một ở hướng Nam và một ở hướng Tây Bắc để dân chúng đến chiêm bái tượng nữ thần Bhagavati, được tạc lại bằng đá hoa cương.
Sau những cố gắng vượt bực, Hoàn Vương quốc hưng thịnh trở lại, Harivarman I quyết định tấn công những quốc gia đã cướp bóc đất nước trước đó. Tháng 1 năm 803, quân Chăm tấn công châu Hoan (Tỷ Cảnh, nay là Nghệ An) và châu Ái (Hải Âm, nay là Thanh Hóa), mang về rất nhiều phẩm vật. Với lượng lúa gạo mang về miền bắc, thủy quân Hoàn Vương quốc xuất dương trừng phạt vương quốc Kelantan ở Java và Patani ở Malaysia. Khi trở về, nhà vua cho người lên miền núi mộ thêm binh sĩ. Với đạo quân này, hai lần (năm 803 và 817), Harivarman I tiến vào cao nguyên Đồng Nai thượng, đánh bại quân Khmer và kiểm soát một vùng đất rộng lớn.
Để có thêm nguồn lương thực, năm 808, Harivarman I đem quân đánh chiếm châu Hoan và châu Ái lần nữa, nhưng bị thái thú Trương Châu đánh bại: 59 người trong hoàng tộc bị bắt sống, nhiều thớt voi, tàu chiến và quân trang quân dụng bị tịch thu, hơn 30.000 người bỏ xác tại trận. Qua năm sau, năm 809, Harivarman I tái chiếm châu Hoan và châu Ái một cách dễ dàng và mang về rất nhiều phẩm vật.

### Vikrantavarman III
Con trai Harivarman I là tiểu vương đất Panduranga lên kế vị năm 817, hiệu Vikrantavarman III (Thích Lợi Tì Kiên Đà Bạt Ma). Vì tân vương còn nhỏ tuổi, triều thần phong tể tướng Senapati Par, tiểu vương đất Manidhi làm phụ chính. Viên tể tướng này đã tổ chức nhiều cuộc tấn công vào lãnh thổ Kambujas (Campuchia ngày nay), do vua Jayavarman II cai trị, phá nhiều thành trì Khmer trên cao nguyên Đồng Nai thượng. Để tạ ơn Bà Mẹ Xứ Sở, trong khuôn viên Po Nagar, Senapati Par cho xây thêm hai tháp mới về phía tây và tây nam, thời gian sau xây thêm ba tháp khác: một tại khu trung tâm thờ Sri Shambu, một phía Tây Bắc thờ Shandhaka và một phía Nam thờ Ganesha. Mặc dù vậy, trung tâm chính trị và tôn giáo vẫn được duy trì tại Virapura, thủ phủ Panduranga.
Dưới thời Vikrantavarman III, Hoàn Vương quốc là một đất nước phồn thịnh, quân đội hùng mạnh. Một bia ký, tìm được tại tháp Po Nagar, miêu tả Vikrantavarman III như sau:
"[Người] đeo những dây vàng có đính ngọc trai và ngọc bích, giống như mặt trăng tròn đầy đặn, che một chiếc lọng trắng bao phủ cả bốn phương trời bởi vì lọng còn sâu hơn cả đại dương, thân thể [Người] trang sức phủ kín bởi vương miện, đai, vòng, hoa tai, những tràng hồng ngọc... bằng vàng, từ đó phát ra ánh sáng giống như những cây leo [sáng lấp lánh]".
Thư tịch cổ Trung Hoa (Cựu Đường thư) miêu tả thêm: "[Vua] mặc áo cổ bối bạch diệp... trên đeo thêm trân châu, dây chuyền vàng làm thành chuỗi...". Đẳng cấp quý tộc và phụ nữ cung đình cũng đeo trang sức quý: "Phu nhân mặc vải cổ bối triệu hà... mình trang sức dây chuyền vàng, chuỗi ngọc trai" hay "... quân đội được trang bị nhiều loại vũ khí khác nhau...".

## Kết thúc Hoàn Vương, hình thành Chiêm Thành
Tuy nhiên với thời gian, Hoàn Vương lại trở thành nạn nhân của sự giàu có của mình, các thế lực lân bang liên tục tràn vào cướp phá. Trong suốt 21 năm, từ 854 đến 875, quân của đế quốc Angkor đã nhiều lần tiến đánh Hoàn Vương quốc, chiếm nhiều vùng đất rộng lớn dọc tả ngạn sông Đồng Nai, đôi khi còn băng cao nguyên Langbian đột nhập vào lãnh thổ Panduranga cướp phá. Vikrantavarman III mất năm 854 (được thờ dưới pháp danh Vikrantasvara), không người kế tự, nội bộ triều đình xảy ra tranh chấp.
Năm 859, một vương tôn có nhiều chiến công, tên là Laksmindra Bhumisvara Gramasvamin, được triều thần đưa lên ngôi, hiệu Jaya Indravarman II. Quốc hiệu Campapura (đất nước của người Chăm -theo tiếng Phạn cổ) được Indravarman II chính thức sử dụng. Sử sách Trung Hoa phiên âm là Chang Cheng (từ chữ Campapura hay Campa mà ra), tiếng Việt là Chiêm Thành hay Chiêm Bà, tiếng Tây phương là Champa.